# Adnan Fočić
Adnan Fočić (* 6. März 1966 in Sarajevo) ist ein ehemaliger jugoslawischer Fußballspieler in der Abwehr. Er spielte für den LASK Linz in der zweitklassigen Ersten Liga.

## Karriere
Fočić spielte in seiner Jugend bei seinem Heimatverein FK Željezničar Sarajevo, bevor er 1986 zum FK Sarajevo wechselte, wo er bis 1986 blieb. Danach ging er zum NK Celik Zenica und 1989 bis 1992 zum NK Bosna Visoko. Anschließend wurde Fočić 1992 vom LASK Linz verpflichtet. Für Linz absolvierte er in der Saison 1992/93 neun Spiele in der zweitklassigen Ersten Liga. 1994 wechselte er nach Deutschland zu Energie Cottbus, das zu dieser Zeit in der drittklassigen Fußball-Regionalliga Nordost spielte. Zu seinem ersten Einsatz kam Fočić am 14. August 1994 gegen die Amateure des Hertha BSC. Insgesamt absolvierte er 20 Spiele für die erste Mannschaft und fünf Spiele für die zweite Mannschaft in der BB - Landesliga Süd, wo er auch einmal traf. Bereits nach einem Jahr verließ er den Verein und wechselte wahrscheinlich zunächst zur SG Bornim, für die er mindestens zwei Spiele Ende 1995 in der NOFV-Oberliga Nord absolvierte. 1996 muss Fočić zum FSV Velten gewechselt sein, der gerade aus der Oberliga in die Regionalliga Nordost aufgestiegen war. Obwohl Fočić mit Velten die Klasse knapp halten konnte und auch in der Folgesaison zu Einsätzen kam, wechselte er 1997 wieder zurück in seine Heimat zum NK Bosna Visoko und 1998 zum FK Sarajevo. Dort blieb er bis zu seinem Karriereende 2012.
Nach seiner Karriere als Fußballspieler wirkte Fočić als Jugendtrainer beim FK Sarajevo. Danach avancierte er 2010 zum Cheftrainer der ersten Mannschaft vom NK Bosna Visoko. Dort blieb er bis Anfang 2013 und war auch Mitte bis Ende des Jahres noch einmal als Trainer dort aktiv. Danach trainierte er wieder die Jugend vom FK Sarajevo.